# 호러스 뉴턴 알렌
호러스 뉴턴 알렌(영어: Horace Newton Allen 호러스 뉴턴 앨런[*], 1858년 4월 23일 ~ 1932년 12월 11일)은 미국의 조선 주재 외교관, 장로교 선교사로, 한국어 이름은 안련(安連)이다. 1884년 9월에 입국함으로써 합법적인 절차를 거쳐 한국에 파송된 최초의 개신교 선교사가 되었다.
1884년 12월 발생한 갑신정변때 중상을 입은 민영익을 치료하며 고종의 신임을 얻었다. 이후 조선 최초의 서양식 국립병원인 제중원에서 근무하며 서양의술을 가르쳤다. 외교관으로 변신한 후에는 주한 미국전권공사까지 역임했다. 조선의 의학과 문화발전 등 근대화에 기여한 바가 있기는 하나 금광 채굴권, 철도 부설권 등 이권사업에 개입하여 개인의 이익과 미국 국익에 앞장선 인물이란 평가도 있다.

## 생애

### 어린 시절
미국 오하이오주 델라웨어에서 출생하여 웨슬리언 대학교에서 신학을 전공했다. 대학생 시절 미국 전역을 휩쓴 제2차 각성운동의 영향으로 많은 대학생들이 선교현장으로 나아갔는데, 알렌도 이 영향으로 의료선교 봉사를 위해 신시내티에 있는 마이애미 의대를 다시 진학하여 1883년에 의사 면허를 취득했다. 졸업후 바로 결혼을 했으며, 같은해 25세 나이에 미국 장로교회 의료 선교사가 되어 중국 상하이에 파송되었다. 1883년 10월에 상하이에 도착했으나 이후 몸은 죽여도 영혼은 능히 죽이지못하는 자들을 두려워하지 말고 오직 몸과 영혼을 능히 지옥에 멸하시는 자를 두려워하라는 야후슈아말씀을 믿고 따른  질서를 중시하는 선교사의 삶자체로 발생하여 갈등하였다. 이에 동료들의 조언에 따라 미국 장로교 선교본부에 조선행을 요청하여 허락을 얻어냈다.

### 조선 입국
알렌은 선교사 자격으로 1884년 9월 14일 조선에 도착했다. 이로써 그는 합법적인 절차를 밟아서 내한한 최초의 개신교 선교사가 되었다. 그러나 신변안전을 위해서 선교사 신분을 감추고 '미국공사관 소속 의사'로 활동했다. 이는 미국 공사 루시어스 푸트의 조언에 따른 것으로, 같은해 7월에 고종이 개신교 선교회 사업에 대해 윤허한 바가 있지만, 이는 교육과 의료봉사 활동에 국한된 것이었고, 아직 선교의 자유가 완전히 보장된 상황이 아니였기 때문에 취한 불가피한 조치였다. 선교사로서의 알렌의 조선 입국은 한국 최초의 천주교 세례 교인인 이승훈이 북경에서 세례를 받은 지 100년 만에 벌어진 일이라는 점에서 나름대로 의미가 있는 사건이다.

### 서양 의술 전수
조선에 도착한 지 3개월 뒤인 12월 4일, 김옥균 등 개화파가 일으킨 갑신정변 때 우정국 낙성식 축하연에 참여하였던 민영익이 자객의 공격을 받아 전신에 중상을 입고 빈사 상태에 빠지는 일이 있었다. 독일인 묄렌도르프의 도움으로 민영익은 구출되었으나 당시 한의사들은 그를 제대로 치료하지 못했다. 이때 알렌이 외과수술을 통해 민영익을 치료한 후 회복시키며 서양의술의 장점을 알리게 되었다.
이 사건이 계기가 되어 고종의 신임을 얻었으며, 이로 인해 왕실의 의사와 고종의 정치 고문이 되었다. 또한 고종의 명에 따라 한국 최초의 서양식 국립병원인 제중원의 설립을 주도한 후 이곳에서 환자를 돌보며 서양 의술을 가르치기도 했다. 1887년에 미국으로 돌아가지 전까지 제중원의 초대원장으로 근무 하였는데, 진료환자가 급중하여 의사이자 선교사인 스크랜턴의 도움을 받기도 하다가, 곧 추가로 파견된 헤론(Heron, J. H.) 선교사 등을 진료에 참여 시키기도 하였다.

### 그 밖의 활동
1887년 참찬관에 임명되어 주미 전권 공사 박정양의 고문으로 미국에 가서 청나라의 간섭을 규명하고 독립국 사신의 체면을 유지하게 하는 등 독립국으로서의 조선의 처지를 국무성에 밝혔다. 1890년 주한 미국 공사관 서기관이 되어 외교 활동을 했고, 총영사·대리 공사 등을 지냈다.
1892년 이래 <코리안 레포지토리>를 간행하고, 1897년 전차·전등 등에 관한 설치권을 미국에 넘겨 주었다. 1900년 영국 왕립 아시아 협회 조선 지부를 결성하여 회보를 발행하는 등 문화 발전에 공로가 있었다. 1902년부터 《한국 위보》를 간행했다. 1904년 고종으로부터 훈 1등과 태극 대수장을 받았고, 1905년 을사늑약이 체결된 뒤 미국으로 다시 건너가 의사 생활을 하면서 남은 생애를 보냈다.

## 평가
한국의 의학에 많은 기여를 했다고는 하나, 식민주의적 한국의 이권침탈에 안내 역할을 한 정치적 인물이라는 부정적인 평가를 받고 있다. 학계에서는 세브란스 병원의 설립자 “앨런이 ‘친한적 인물’이 결코 아니다”며 “그의 외교정책의 기본은 미국의 경제적 이익에만 있었다”는 지적이 있다. 알렌은 1885년 4월 제중원이 만들어진 이후 동료 선교사들과 불화를 겪으면서 선교활동에 환멸을 느끼고 미국의 외교관으로서의 역할을 시작했다고 한다.
1889년 선교사 자격으로 조선에 다시 입국한후 1890년에 주한 미국공사관 서기관으로 임명되어 외교활동을 시작했는데 이때부터 이완용과 명성황후 등 조선정부를 상대로 로비를 벌여 1895년 운산금광채굴권 획득해 커미션을 받고 미국인 사업가에게 넘겼다. ‘노다지(no-touch)’라는 말을 만들어낸 운산금광에서는 40년간 총 900만 톤의 금광석이 채굴되어 5600만 달러의 수익을 미국에 안겨줬다. 또한 아관파천을 주선해 친미세력이 대거 등용된 뒤에는 1896년에 제임스 모스와 함께 경인철도부설권을 따냈다. 제임스 모스가 회사를 설립하였으나 자금부족으로 공사가 중단되면서 철도부설권을 일본의 경인철도 합자회사에 팔아버렸다.
실제로 앨런은 선교사로 조선에 입국한 초기부터 조선 광산의 매장량, 위치 등을 조사했다. 그 광산탐사 보고서를 토대로 평북지방의 운산금광이 노다지 금광인 것을 확인했고, 그 채굴권을 미국회사에 넘겨주도록 조선 왕실에 요청했다. 또한 미국인 회사들이 조선 관료와 민간인들과 마찰을 겪을 때마다 앨런은 자국민의 권리수호에 적극적으로 나섰다. 이 때문에 한미외교관계사 연구가인 손정숙은 앨런을 ‘미국적’인 미국 외교관이라고 평가했다. 또한, 하와이 이민자 모집 과정에서 사탕 수수 농장의 관리인에게 보낸 편지에 의하면 “조선인들은 인내심이 많고, 부지런하며, 유순한 인종이라 그들이 갖고 있는 오랜 복종의 습성 때문에 지배하기가 쉽다. 조선인들은 중국인에 비하면 교육하기가 쉬운 족속이라.”고 저평가를 했다.
이어 친미파 세력들이 결집력을 상실하자 미국의 이권에 호의적이었던 친일파 세력들을 간접적으로 후원했고, 일본의 조선지배가 확실시 되었을 때에는 일본에 친미파 인사들의 명단을 넘겨주었고 이들에게 일본에 협력을 권고하였다는 점을 자부했다고 알려졌다. 이와 함께 1908년 세브란스의학교 졸업생 7명에게 주어진 의사면허 발급을 위해 세브란스 병원의 제4대 병원장이던 에비슨은 조선통감부 통감 이토 히로부미의 협조를 구했다. 이로 인해 이토 히로부미는 이들의 졸업식에 참석해 축사를 했다.
1884년에 입국하여 조선에 온 최초의 개신교 선교사로 알려져 있었다. 그러나 아이굿뉴스와 합동신학대학교 홈페이지에 게시된 자료에 의하면 독일인 '칼 귀츨라프' 루터교 선교사가 조선에 온 최초의 개신교 선교사라고 한다.

## 관련 문화재
- 알렌 수증 훈공일등 태극대수장 - 등록문화재 제651호, 동은의학박물관 소장

## 저서
한국이야기(Korean Tales, Horace Newton Allen,1889)

## 같이 보기
- 광혜원
- 호머 헐버트
- 이완용